# Камачо, Вильфредо
Вильфре́до Кама́чо (исп. Wilfredo Camacho; род. 21 июня 1935, Кильякольо, департамент Кочабамба) — боливийский футболист, полузащитник и нападающий, чемпион Южной Америки 1963, где он стал одной из самых ярких звёзд турнира. Большую часть карьеры провёл в клубе «Депортиво Мунисипаль», также играл заграницей — в «Феррокариль Оэсте» и «Онсе Кальдас». По окончании карьеры футболиста работал тренером, приводил «Боливар» к золотым медалям первенства Боливии, возглавлял национальную команду своей страны.

## Биография
Вильфредо начинал играть в футбол в средней школе родного города, затем он выступал на соревнованиях между колледжами. Вильфредо отличался высокой скоростью и первоначально действовал на позиции нападающего. Уже после того, как он начал профессионально заниматься футболом, тренеры перевели его сначала на позицию второго форварда, а затем и в центр полузащиты, однако он всегда, по возможности, подключался в атаку и нередко забивал решающие голы. В 1954 году Вильфредо был призван в армию и стал играть за команду военного округа № 6, располагавшуюся в городе Риберальта на севере страны. Команда стала победителем армейского чемпионата.
После возвращения из армии в 1955 году Вильфредо хотел выступать за клуб «Бата» из родного Кильякольо, но его переманил «Депортиво Мунисипаль». В 1962 году выступал за аргентинский «Феррокариль Оэсте», но в 1963 году вернулся в Боливию, чтобы лучше подготовиться к домашнему чемпионату Южной Америки. Этот шаг полностью оправдал себя: Вильфредо Камачо стал одним из трёх лучших бомбардиров боливийцев на этом турнире, забив 4 мяча в 6 играх. Последние два гола он забил сборным Аргентины и Бразилии, причём первые были непосредственными конкурентами хозяев на победу в первенстве и гол Камачо стал победным — на 87-й минуте Максимо Рамирес не сумел переиграть вратаря аргентинцев Андраду, но сразу же Камачо сумел переправить мяч головой в сетку ворот. У Бразилии хозяева первенства в заключительном матче выиграли со счётом 5:4, хотя для титула им хватило бы и ничьей. Камачо отличился на 25-й минуте этого матча, состоявшегося 31 марта 1963 года в Кочабамбе и сделал счёт 2:0. В итоге, сборная Боливии сумела выиграть домашнее первенство, что является по сей день величайшим достижением в истории боливийского футбола.
В 1964—1965 годах Вильфредо Камачо выступал в колумбийском «Онсе Кальдас», но вскоре вернулся в «Депортиво Мунисипаль», где и завершил карьеру футболиста в 1970 году, когда он фактически стал играющим тренером. Всего за сборную Боливии в качестве игрока Камачо провёл 27 матчей в 1957—1967 годах, и забил 5 голов, 4 из которых пришлись на триумфальное Судамерикано-1963. Со сборной Вильфредо участвовал в трёх чемпионатах Южной Америки — в 1959 (1-й турнир), 1963 и 1967 годах.
В качестве тренера Камачо работал с такими клубами, как «Боливар», «Стронгест», «Олвейс Реди», «31 октября», «Чако Петролеро», «Бата», «Махистерио», «Марискаль Браун» и «Университарио» (Сукре). В качестве наставника сборной Боливии работал в 1977 и 1983 годах. Возглавлял «зелёных» на Кубке Америки 1983 года. Под его руководством сборная Боливии в 17 матчах одержала 4 победы, 4 раза сыграла вничью и уступила в 9 встречах.
У Вильфредо и его жены Сильвии Барриентос шестеро детей.

## Титулы

### Как игрок
- Чемпион Боливии (1): 1965
- Чемпион Южной Америки (1): 1963

### Как тренер
- Чемпион Боливии (1): 1983